# دانكو لازوفيتش
دانكو لازوفيتش (مواليد 17 مايو 1983 في كراغوييفاتش) لاعب كرة قدم صربي يلعب حاليا لصالح نادي زينيت سانت بطرسبرغ الروسي .

## روابط خارجية
- دانكو لازوفيتش على موقع الاتحاد الدولي (مؤرشف)  (الإنجليزية)
- دانكو لازوفيتش على موقع الاتحاد الأوربي (الإنجليزية)
- دانكو لازوفيتش على موقع قاعدة بيانات كرة القدم.إي يو (الإنجليزية)
- دانكو لازوفيتش على موقع ناشيونال فوتبول تيمز (الإنجليزية)
- دانكو لازوفيتش على موقع Soccerway.com (الإنجليزية)
- دانكو لازوفيتش على موقع عالم كرة القدم.نت (الإنجليزية)
- دانكو لازوفيتش على موقع كووورة
- دانكو لازوفيتش على موقع AS.com (الإسبانية)